# Mopseidae
Die Mopseidae sind eine Familie der Achtstrahligen Korallen (Octocorallia), die in relativ flachen Regionen der Weltmeere der südlichen Erdhalbkugel  vorkommt.

## Merkmale
Die Arten der Familie Mopseidae bilden Tierkolonien, die aus vielen Einzelpolypen bestehen. Die Kolonien verfügen über ein Achsenskelett, das abwechselnd aus festen Abschnitten (Internodien) aus nicht-skleritischem Calciumcarbonat und flexiblen, proteinhaltigen Knoten besteht. Sie sind aufrecht und buschig oder flächig. Die Verzweigungen entspringen vor allem an den Internodien, seltener an den Knoten. Die monomorphen Polypen können sich nicht in das Coenenchym zurückziehen, können sich aber zusammenziehen. Die Sklerite der Polypen haben die Form glatter, höckriger oder dorniger Schuppen oder Platten. Meist sind sie breit, seltener schmal. Es gibt jedoch auch Sklerite in Form von schmalen, flachen Spindeln. Die Sklerite der Coenenchymoberfläche sind einseitig stachelige Spindeln oder sie sind geformt wie unregelmäßige Blutplättchen. Alle Arten der Familie Mopseidae leben ohne Zooxanthellen, sind also auf planktonische Nahrung angewiesen.

## Gattungen
Zur Familie Mopseidae gehören 30 Gattungen, von denen die meisten nur wenig erforscht sind:
- Acanthoisis Studer, 1887
- Annisis Alderslade, 1998
- Australisis Bayer & Stefani, 1987
- Caribisis Bayer & Stefani, 1987
- Chathamisis Grant, 1976
- Circinisis Grant, 1976
- Echinisis Thomson & Rennet, 1932
- Florectisis Alderslade, 1998
- Gorgonisis Alderslade, 1998
- Iotisis Alderslade, 1998
- Jasminisis Alderslade, 1998
- Ktenosquamisis Alderslade, 1998
- Lissopholidisis Alderslade, 1998
- Minuisis Grant, 1976
- Mopsea Lamouroux, 1816
- Myriozotisis Alderslade, 1998
- Notisis Gravier, 1913
- Oparinisis Alderslade, 1998
- Pangolinisis Alderslade, 1998
- Paracanthoisis Alderslade, 1998
- Peltastisis Nutting, 1910
- Plexipomisis Alderslade, 1998
- Primnoisis Studer & Wright, 1887
- Pteronisis Alderslade, 1998
- Sclerisis Studer, 1878
- Sphaerokodisis Alderslade, 1998
- Stenisis Bayer & Stefani, 1987
- Tenuisis Bayer & Stefani, 1987
- Tethrisis Alderslade, 1998
- Zignisis Alderslade, 1998

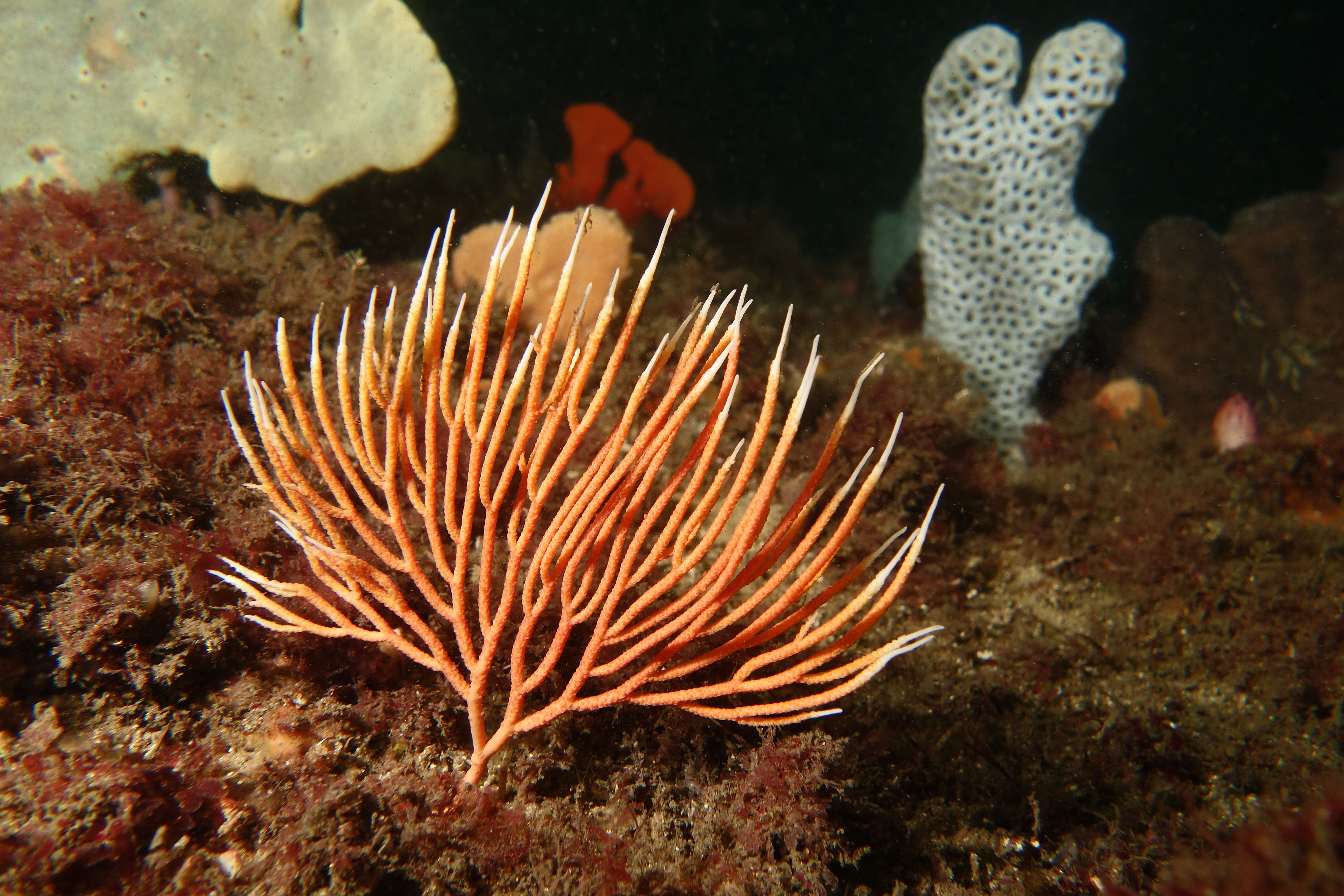
Sphaerokodisis australis

Alle Gattungen der Mopseidae gehörten bis 2021 in die Familie Isididae und bildeten dort die Unterfamilien Mopseinae und Circinisidinae. Da sie molekularbiologischen Daten zufolge aber nicht die Schwestergruppe der Unterfamilie Isidinae sind, wurden die Mopseinae 2021 in den Familienrang erhoben und die Gattungen der Circinisidinae ebenfalls dieser Familie zugeordnet.